# Damghan
Damghan (persisch دامغان Dāmghān, DMG Dāmġān) ist eine Stadt in der iranischen Provinz Semnan. Sie liegt am Rande der Kavir-Wüste auf der Strecke zwischen Teheran und Maschhad an der Seidenstraße. Vermutlich lässt sich der persische Ortsname Dāmghān auf Deh-e Mogān zurückführen, was übersetzt ‚Dorf der Mager‘ bedeutet.

## Geschichte
Damghan ist eines der ältesten urbanen Zentren des Iranischen Hochlands. Einige Geschichtsschreiber führen den Bau der Stadt auf den mythologischen König Huschang zurück, den Enkel von Kiumarz und Begründer der Pīschdādiyān-Dynastie. Bis ins 1. Jahrhundert n. Chr. war sie vermutlich Hauptstadt der Provinz Qumis, obwohl deren genauer Standort bis heute umstritten ist. Auf Grund seiner weitreichenden Geschichte zog der Ort bereits viele Archäologen an, darunter auch Ernst Herzfeld. Viele Fundstücke aus der Umgebung der Stadt sind im British Museum und im französischen Louvre zu sehen.

## Verkehr
Die Stadt liegt an der Bahnstrecke Garmsar–Maschhad, der direkten Eisenbahnverbindung von Teheran nach Maschhad.

## Handel
Damghan ist vor allem für seine Pistazien und dünnschaligen Mandeln (Kāghazi) bekannt.

## Sehenswürdigkeiten
- Tepe Hissar, vier Kilometer südöstlich des Stadtzentrums, Ausgrabungen aus der Zeit der Meder, Parther und Sassaniden
- Tārichāne, Südrand der Stadt, eine der ältesten Moscheen des Landes aus dem 8. Jahrhundert
- Sassanidischer Wall nördlich und südlich der Stadt
- Diverse Bauten aus der Zeit der Seldschuken, darunter Peer-e Alamdar, Mansurkuh, Imamzadeh Jafar-Turm mit Ziegelsteindekorationen
- Tschehel Dochtaran, sehr gut erhaltenes Familiengrab aus dem 11. Jahrhundert
- Tscheschmeh Ali, Quelle 30 Kilometer nördlich der Stadt
- Diverse Bauten wie Grabmale, Basare, alte Schulen und Bäder

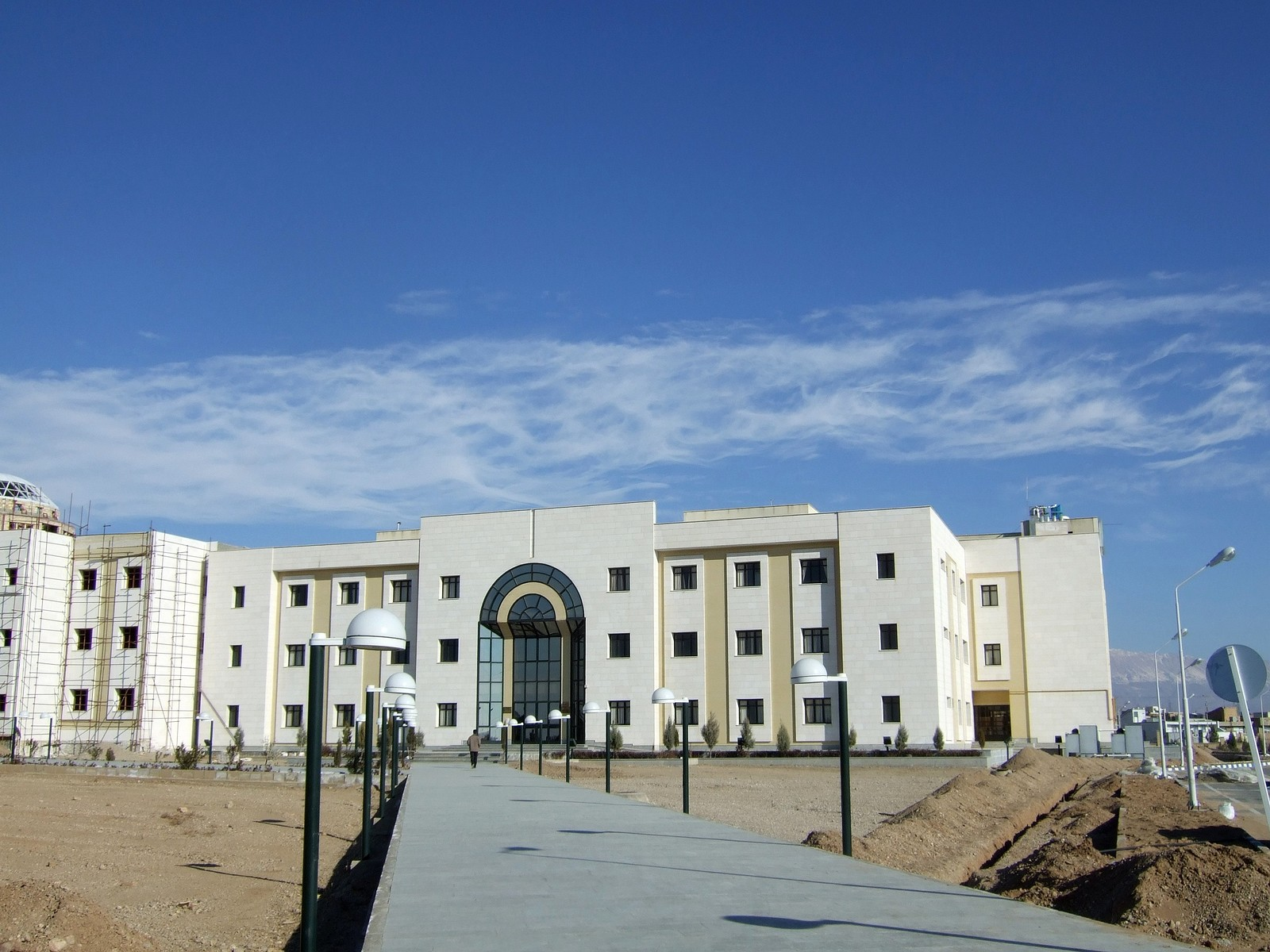
Universität
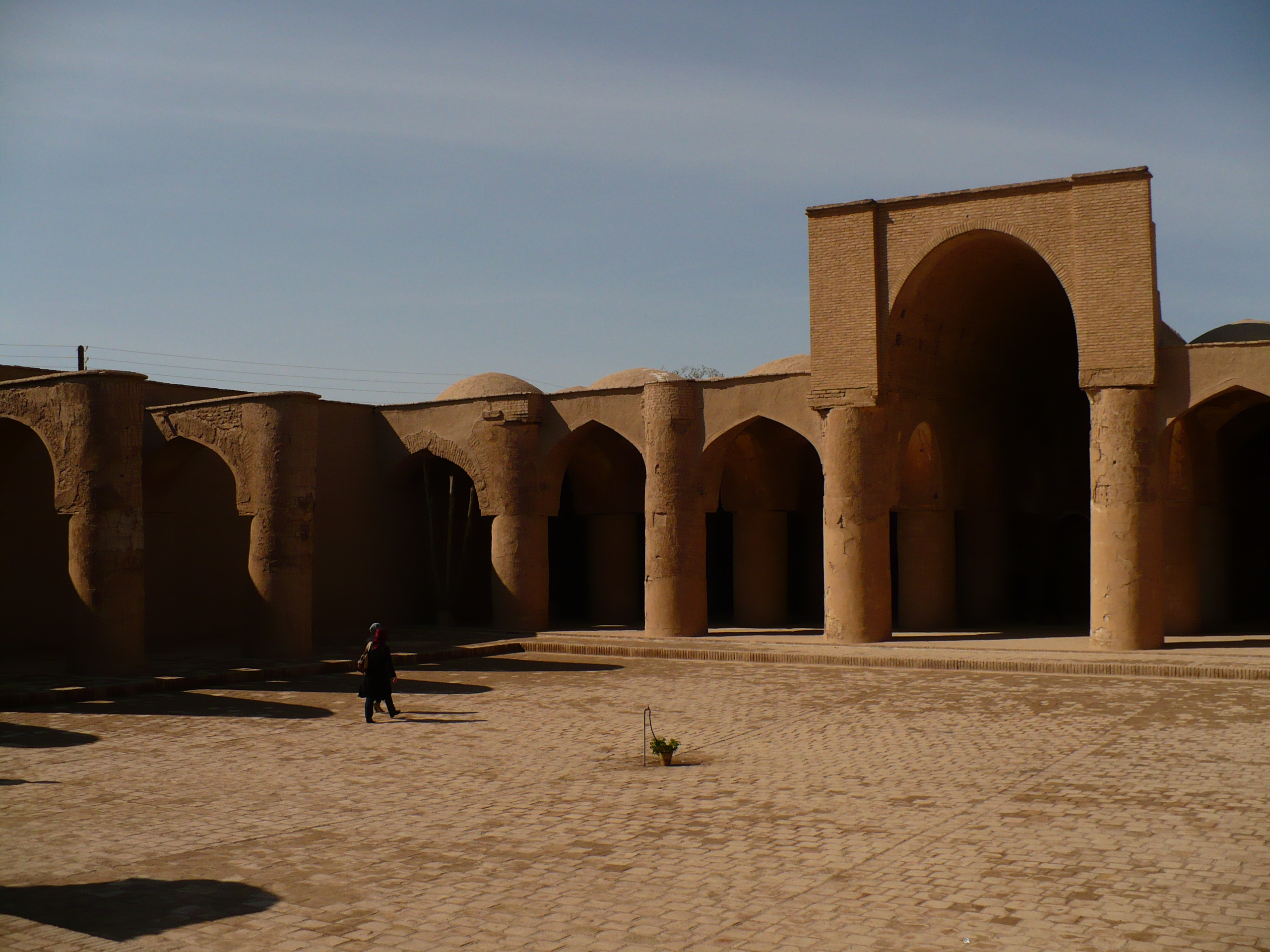
Moschee Tārichāne
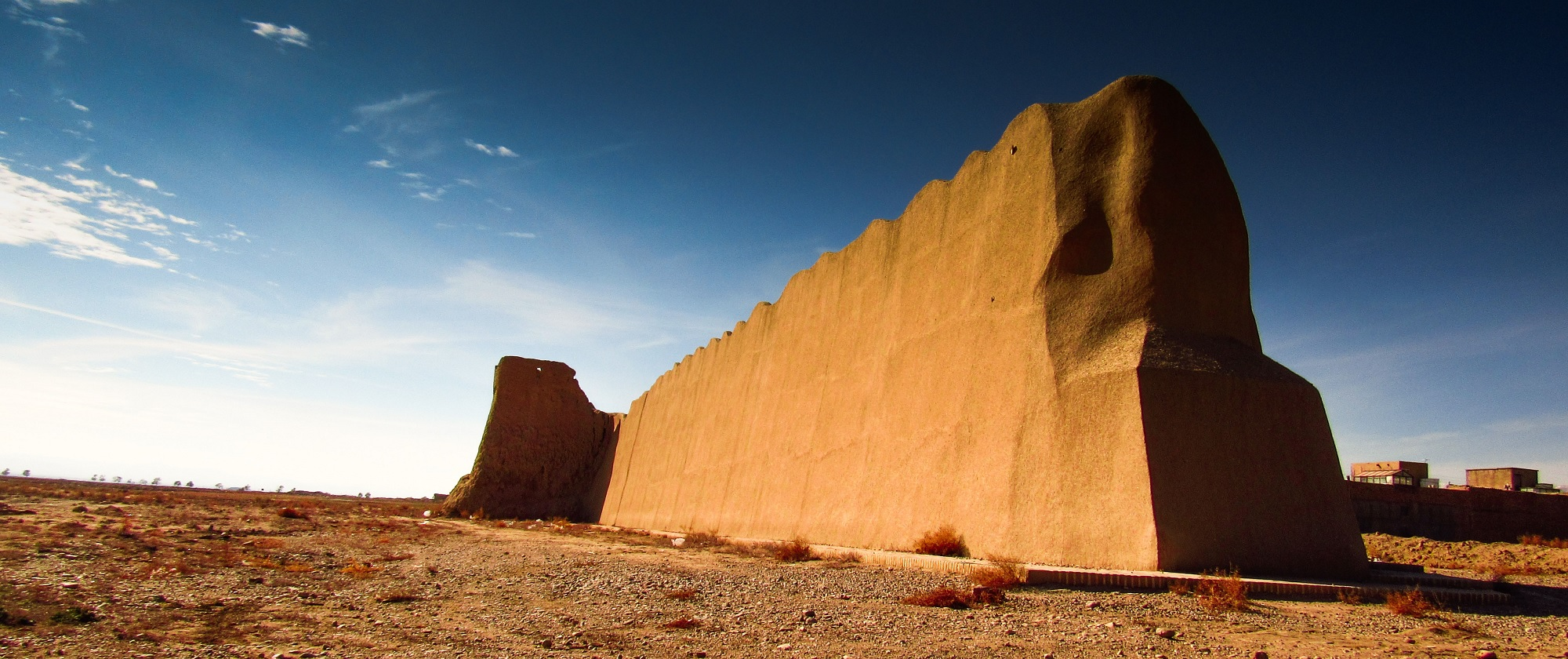
Ruinen von Divar-e Baru

## Söhne und Töchter der Stadt
- Fath Ali Schah (um 1771–1834), König der Kadscharendynastie
- Manutschihri (Ende des 10. Jh. bis 1040), Dichter
- Mahdavi Damghani, zeitgenössischer Gelehrter des Islam
- Yadollah Royai (1932–2022), zeitgenössischer iranischer Dichter
- Hasan Sobhani (* 1953), Abgeordneter im iranischen Parlament Madschles
- S. Reza Taghavi, ehemaliger Madschles-Abgeordneter
- Pouria Nazemi, Wissenschaftsjournalist
- Ali Moalem Damghani, iranischer Dichter
- Jadollah Roja’i, Lyriker, Essayist und Übersetzer
- Akbar Alemi (1945–2020), Regisseur
- Hossein Khosrow Vaziri (1942–2023), Profiringer
- Kamran Daneschdschu (* 1956), Politiker und Lehrer an der Iran-Universität
- Hossein Amir-Abdollahian (1964–2024), Diplomat, Politiker und Außenminister